# Martin Kongstad
Martin Kongstad (født 3. oktober 1963) er en dansk forfatter, der er opvokset på Østerbro, København.
Martin Kongstad begyndte sin skrivende karriere som rockjournalist i 1985 for det århusianske musikmagasin GAFFA, og skrev siden for ungdomsbladet Chili og blev i 1989 ansat på Mix, et blad for unge lavet af Aller Press. Her markerede han sig særligt med brevkassen Martins Mikrofon og Sex-Lex, et lille leksikon om sex for unge lavet i samarbejde med Sundhedsstyrelsen. 
I 1992 blev han tilknyttet det nye herremagasin Euroman, og arbejdede som fast freelancer for dette til 1997. Sideløbende skrev han artikler for både Politiken og Berlingske Tidende (for sidstnævnte en række store kvindeportrætter af blandt andre Dea Trier Mørch og Lotte Svendsen). Som journalist på Euroman specialiserede han sig i store portrætter af danske kulturpersonligheder og var desuden musikredaktør samt madanmelder. I 1998 tonede han ned for journalistikken for at søge over i fiktion og samme år var han med til at skrive Dengse og Mørket, et teaterstykke til Mungo Park i Allerød, ligesom han året efter var manuskriptforfatter til Fiaskospiralen på Dr. Dante (med Søren Fauli som instruktør). 
I 1990'erne blev han desuden kendt som skuespiller i Jonas Elmers prisvindende debutfim. Let's get lost, som dj på Copenhagen Jazzhouse og trommeslager i folkbandet Per Kristensen Band (med Per Kristensen, Morten Lindberg og Aske Jacoby). I år 2003 skrev han, sammen med Henrik Vesterberg, Dengang i 80'erne (Gyldendal), en bog om 1980'ernes københavnske kulturer; fra yuppiebevægelsen til de nye digtere, malere, musikere over reklame, medier, Bz-bevægelsen, osv. Sideløbende med dette arbejdede han med idé og manuskripter for reklamebureauet Wibroe, Duckert & Partners, med hvem han var med til lave kampagner for blandt andre Toms, KiMs og Tuborg. 
Han debuterede som skønlitterær forfatter  i 2009 med novellesamlingen Han danser på sin søns grav, som kort tid efter udgivelsen modtog Danske Banks Debutantpris. I 2013 udgav han bogen Fryser jeg.